# Fuzil de atirador designado
M14 DMR (EUA)

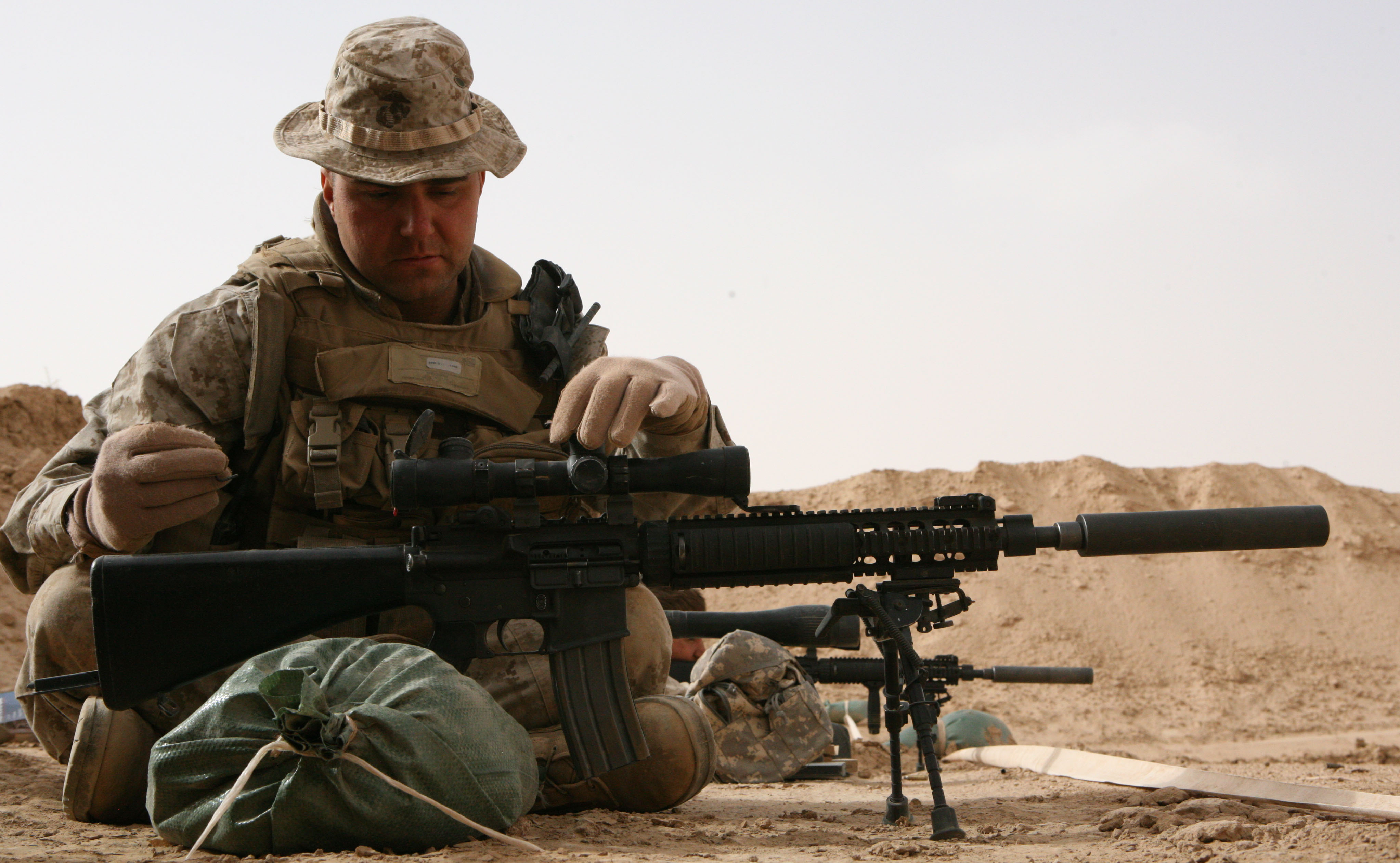
Um fuzileiro naval dos EUA ajustando a mira de um fuzil Mk 12 SPR

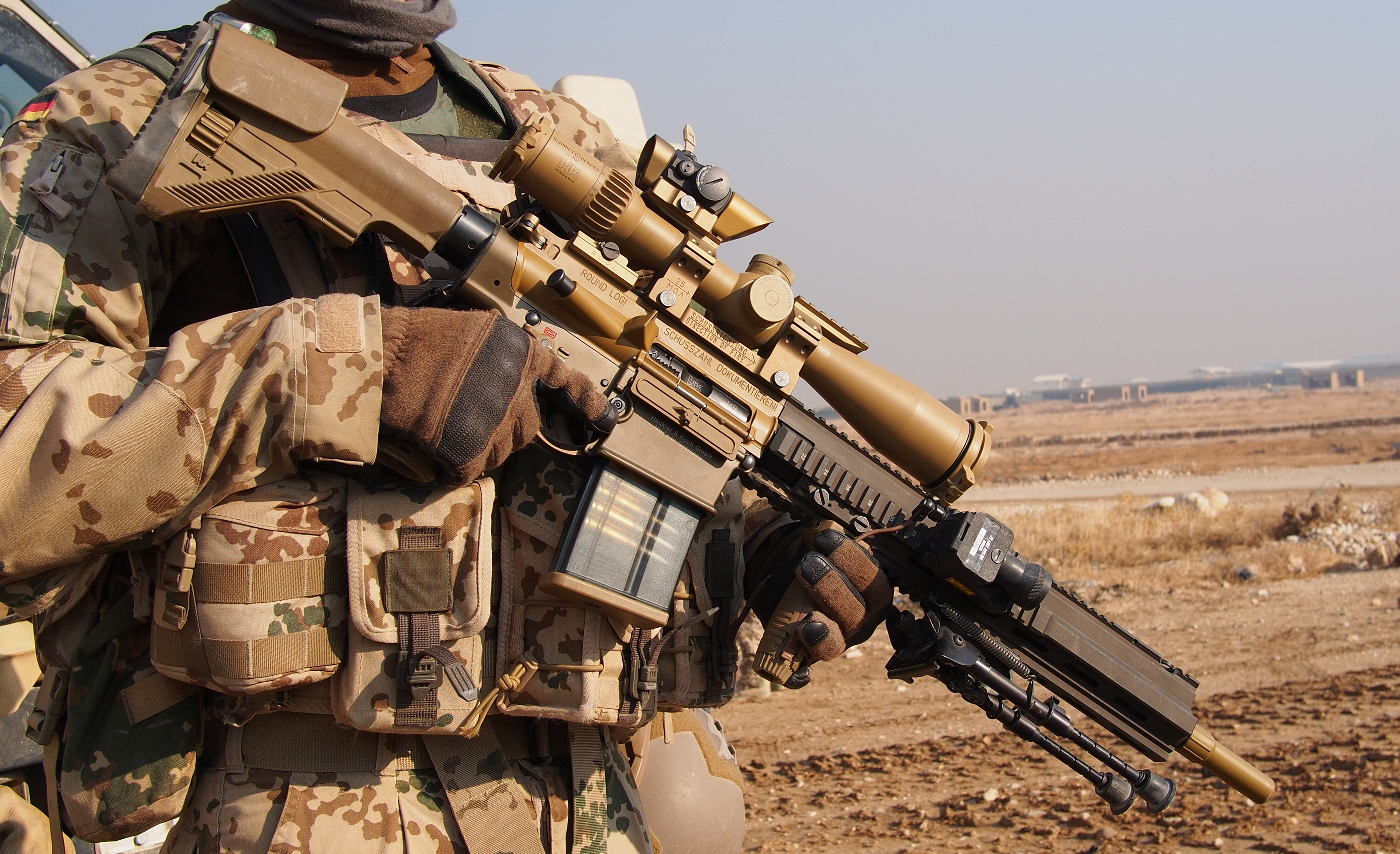
Heckler & Koch G28

Um rifle de atirador designado ou fuzil de atirador designado (em inglês designated marksman rifle, ou DMR) é um fuzil de alta precisão com mira telescópica, de munição comum, usado por um militar do papel de atirador designado (designated marksman). Geralmente possui alcance efetivo de entre 300 e 800 metros, sendo assim um meio termo entre o fuzil de serviço padrão do operador comum e o fuzil de precisão do atirador de elite (sniper).
Os fuzis de atirador designado se distinguem dos fuzis de precisão porque são semiautomáticos para fornecer cadências de tiro mais altas (com alguns também tendo fogo seletivo para mudar para rajada ou automático) e têm capacidades de carregador maiores (10, 20 ou 30 tiros dependendo da arma de fogo e requisitos operacionais) para permitir o envolvimento rápido de múltiplos alvos.
Os fuzis de atirador designado devem ser eficazes, em termos de taxas de acerto e balística terminal, em alcances de aplicação superiores aos dos fuzis de assalto e fuzis de batalha comuns, mas não exigem o desempenho de longo alcance de um fuzil de precisão dedicado. Os fuzis de atirador designado precisam funcionar como parte do grupo de combate (e possivelmente em ambientes confinados) e muitas vezes compartilham algumas características básicas com fuzis de precisão quando comparados a outras armas transportadas no pelotão do atirador designado. Eles normalmente têm mira telescópica para observação e mira mais detalhadas, muitas vezes também bipé de implantação rápida para precisão otimizada, recuo reduzido e melhor estabilidade, e uma coronha ajustável para melhor ergonomia.
A maioria dos fuzis de atirador designado são baseados em projetos modificados de um fuzil de assalto atualmente adotado por militares de uma nação, ou em um fuzil de batalha que foi adotado anteriormente. As munições usadas são muitas vezes do mesmo calibre das metralhadoras dentro do mesmo grupo de combate, normalmente um cartucho de potência total, como o 7,62 NATO.
Por outro lado, alguns países também construíram fuzis de atirador designado desde o início. Exemplos incluem o SVD soviético e o QBU-88 chinês.

## Exemplos
- União Soviética: SVD (7,62×54mmR)
- Estados Unidos: M21 Sniper Weapon System (7,62×51mm NATO)
- Romênia: PSL (7,62×54mmR)
- Iugoslávia: Zastava M76 (7,92×57mm Mauser)
- Estados Unidos: SR-25 (7,62×51mm NATO)
- Estados Unidos: M25 Sniper Weapon System (7,62×51mm NATO)
- Sérvia e Montenegro: Zastava M91 (7,62×54mmR)
- Rússia: SVU (7,62×54mmR)
- China: QBU-88 (5,8×42mm)
- Estados Unidos: United States Marine Corps Designated Marksman Rifle (7,62×51mm NATO)
- Estados Unidos: Mk 12 Special Purpose Rifle (5,56×45mm NATO)
- Estados Unidos: Crazy Horse (7,62×51mm NATO)
- Alemanha: Heckler & Koch G28 (7,62×51mm NATO)
- Estados Unidos: M110 Semi-Automatic Sniper System (7,62×51mm NATO)
- Estados Unidos: M39 Enhanced Marksman Rifle (7,62×51mm NATO)
- Bélgica: FN Mk 20 SSR (7,62×51mm NATO)
- Chéquia: CZ BREN 2 PPS (7,62×51mm NATO)
- Turquia: KNT-76 (7,62×51mm NATO)